# Instituto de Biología Multidisciplinar Aplicada
El Instituto de Biología Multidisciplinar Aplicada (en inglés Institute for Multidisciplinary Research in Applied Biology) conocido por su acrónimo IMAB, es un centro de investigación tecnológica de la Universidad Pública de Navarra creado en noviembre de 2017 junto con el Instituto de Investigación Social Avanzada. Este centro de investigación está situado en el campus de Arrosadía de Pamplona.

## Objetivos
El IMAB tiene como objetivos la coordinación y potenciación de la investigación, así como también la formación de investigadores en los campos temáticos de biología aplicada a los campos de la agronomía, medio ambiente y salud.

## Líneas de investigación
Las áreas estratégicas de investigación, su estructuración en sub-áreas de trabajo y su vinculación con los grupos de investigación son las siguientes:
- Área de Biotecnología (Biotecnología Agraria, Biotecnología Microbiana, Biotecnología Sanitaria):

- Genética y Genómica.

- Protección de Cultivos.

- Agrobiotecnología Vegetal.

- Producción Vegetal.

- Control de la expresión génica.

- Área de Agrobiología Ambiental (Gestión de sistemas agroforestales, Agrobiología y Fisiología Vegetal):

- Fisiología Vegetal y Agrobiología.

- Ecología y Medio Ambiente.